# 1892 na literatura

## Nascimentos
| Data          | Nome                                   | Profissão                               | Nacionalidade   | Observações | Ref   |
| ------------- | -------------------------------------- | --------------------------------------- | --------------- | ----------- | ----- |
| 3 de Janeiro  | John Ronald Reuel Tolkien              | escritor                                | Inglaterra      | m. 1973     |       |
| 10 de Março   | José de Mesquita                       | jurista, poeta e escritor parnasiano    | Brasil          | m. 1961     |       |
| 20 de Março   | Menotti Del Picchia                    | poeta e escritor modernista             | Brasil          | m. 1988     |       |
| 27 de março   | António Assis Esperança                | escritor e jornalista                   | Portugal        | m. 1975     | [ 1 ] |
| 23 de Abril   | Francisco Cavalcanti Pontes de Miranda | jurista, filósofo, diplomata e escritor | Brasil          | m. 1979     |       |
| 26 de Junho   | Pearl S. Buck                          | escritora                               | Estados Unidos  | m. 1973     |       |
| 8 de Julho    | Richard Aldington                      | escritor                                | Inglaterra      | m. 1962     |       |
| 9 de Outubro  | Ivo Andrić                             | escritor                                | Império Otomano | m. 1975     |       |
| 8 de Dezembro | Rodrigo Octavio Filho                  | escritor e advogado                     | Brasil          | m. 1969     |       |
| ??            | Eduardo Frutuoso Gaio                  | escritor, jornalista e ferroviário      | Portugal        | m. 1960     | [ 2 ] |

## Mortes
| Data         | Nome         | Profissão | Nacionalidade  | Observações | Ref |
| ------------ | ------------ | --------- | -------------- | ----------- | --- |
| 26 de Março  | Walt Whitman | poeta     | Estados Unidos | n. 1819     |     |
| 2 de Outubro | Ernest Renan | escritor  | França         | n. 1823     |     |